# Ботанічний сад Аркебюз
Ботанічний сад Аркебюз (фр. Jardin de l'Arquebuse - Jardin botanique) — ботанічний сад у Діжоні (2 га).

## Історія
Ботанічний парк розташований у межах великого парку (5 га), закладеного в XVI столітті для лицарів, що вправлялися в стрільбі з аркебуз. Діжонський поет Алоізіус Бертран у вступі до свого «Нічного Гаспара» підтверджує, що назва саду походить від аркебуз, із яких так звані «папугові лицарі» раз на рік стріляли птахів.
Загалом за часів Реставрації стрільба з аркебуз по мішенях стала дуже популярною, раз на рік дозволялося навіть стріляти птахів, зокрема в папуг. Переможець оголошувався на рік королем птахів. Зазвичай, стрільба по птахах відбувалася в серпні, на день Святого Варфоломія. У кінці XVIII століття Жан-Марі Морель тут заклав англійський сад, який у 1803 році став власністю міста Діжон. У 1833 році рослини з першого діжонського ботанічного саду, заснованого в 1771 році письменником Бенінем Легу де Герланом, було пересаджено в сад Аркебюз.

## Колекції
Сьогодні в саду зростають 4 000 видів рослин, особливо багато рослин типових для Бургундії. Систематична колекція становить 3 352 таксони, регіональна бургундська флора — 1 423 таксони. 789 видів рослин представляють рослинний світ Франції, 1 140 видів — інші країни світу. У колекції є Рослини-хижаки, багато представників субтропічної зони та Середземномор'я. У саду є дендрарій, гербарій, оранжереї та школа ботаніки. У саду багато видів водоплаваючих птахів. На території саду розташований «Природничий музей Діжона» і «Діжонський планетарій».

## Адреса
Сад Аркебюз розташований за адресою 1 Avenue Albert-Premier, Dijon, Côte-d'Or, Bourgogne, France.

## Галерея

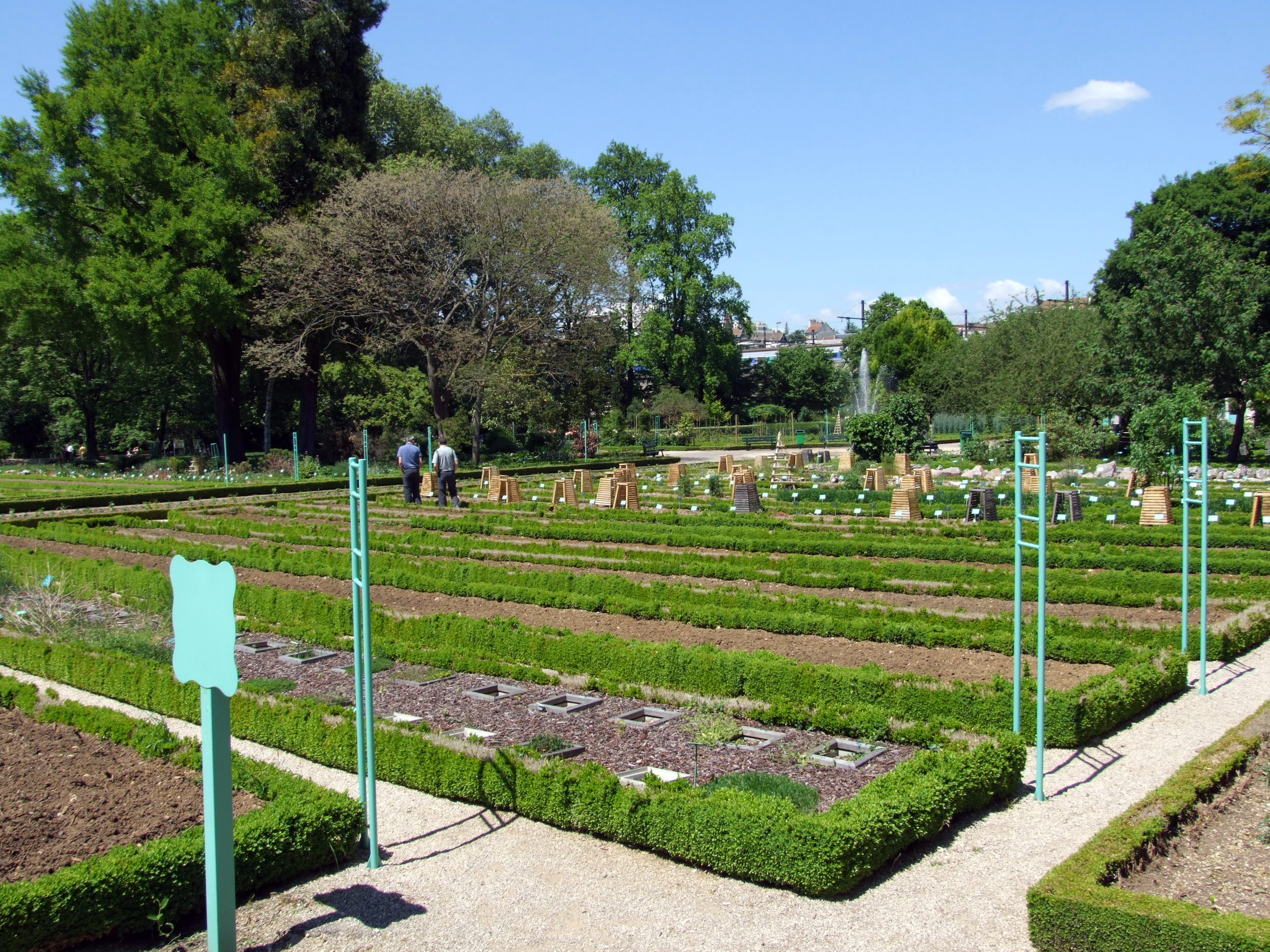
Ботанічний сад Аркебюз
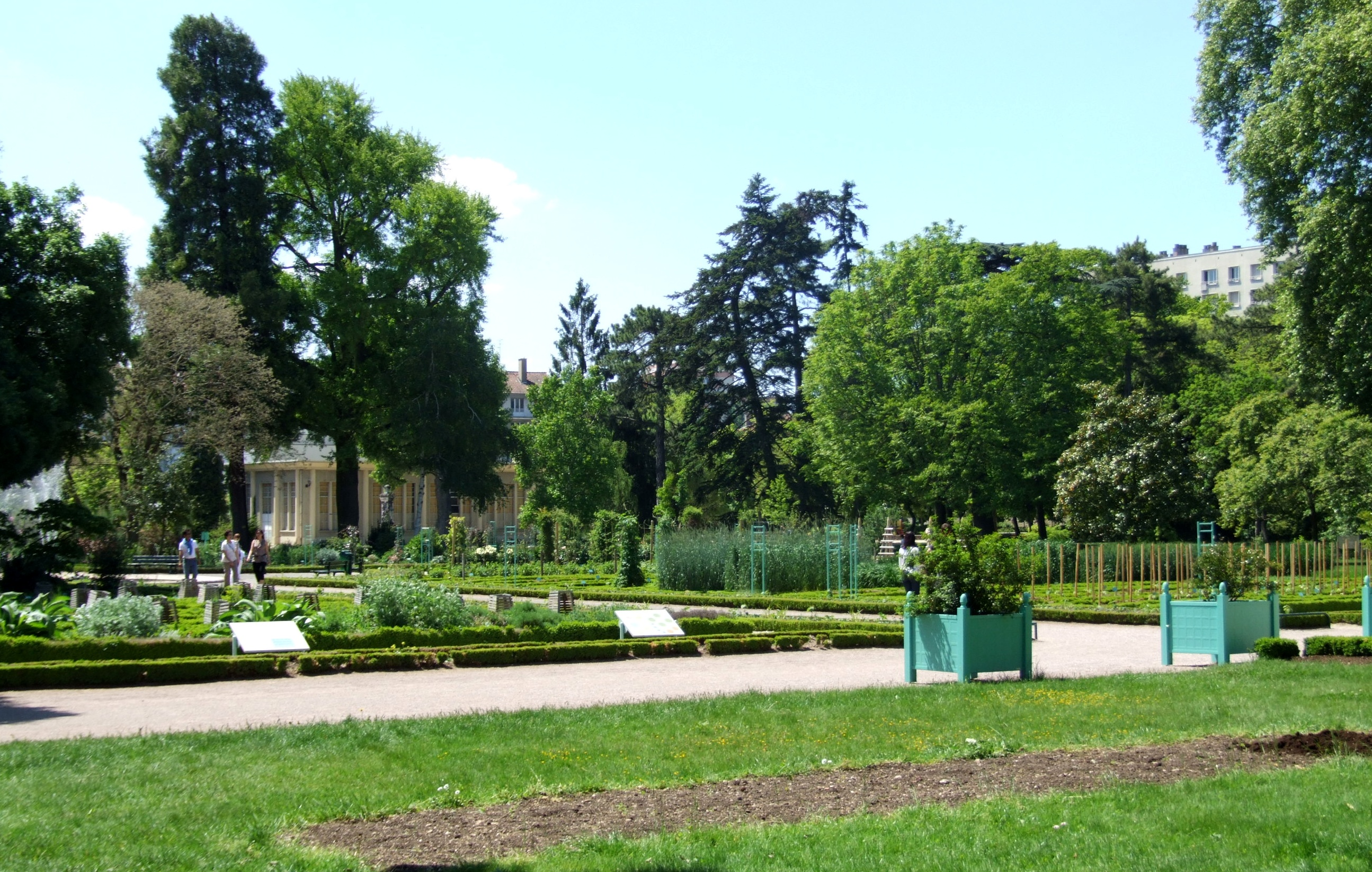
Ботанічний сад Аркебюз
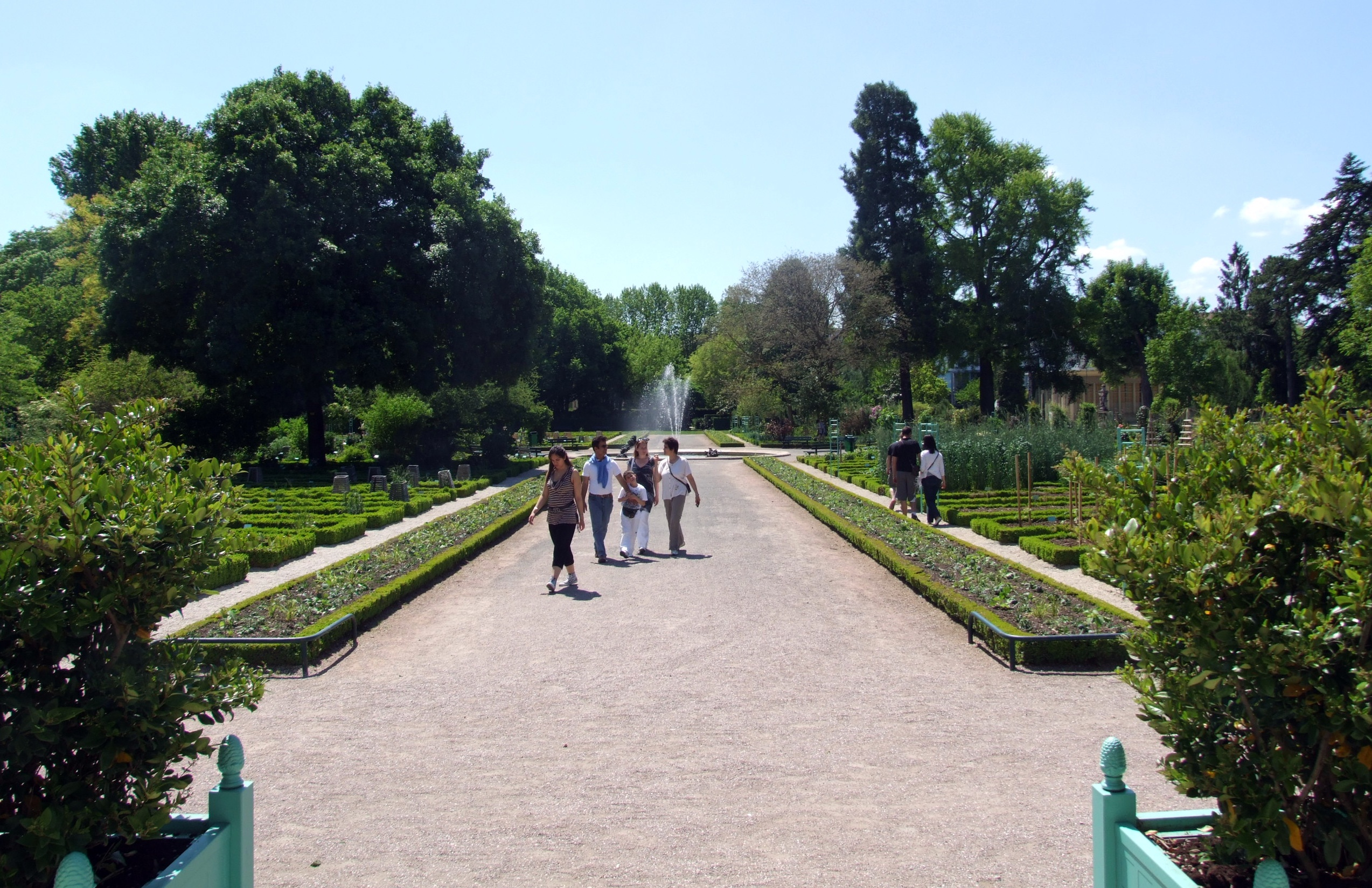
Ботанічний сад Аркебюз
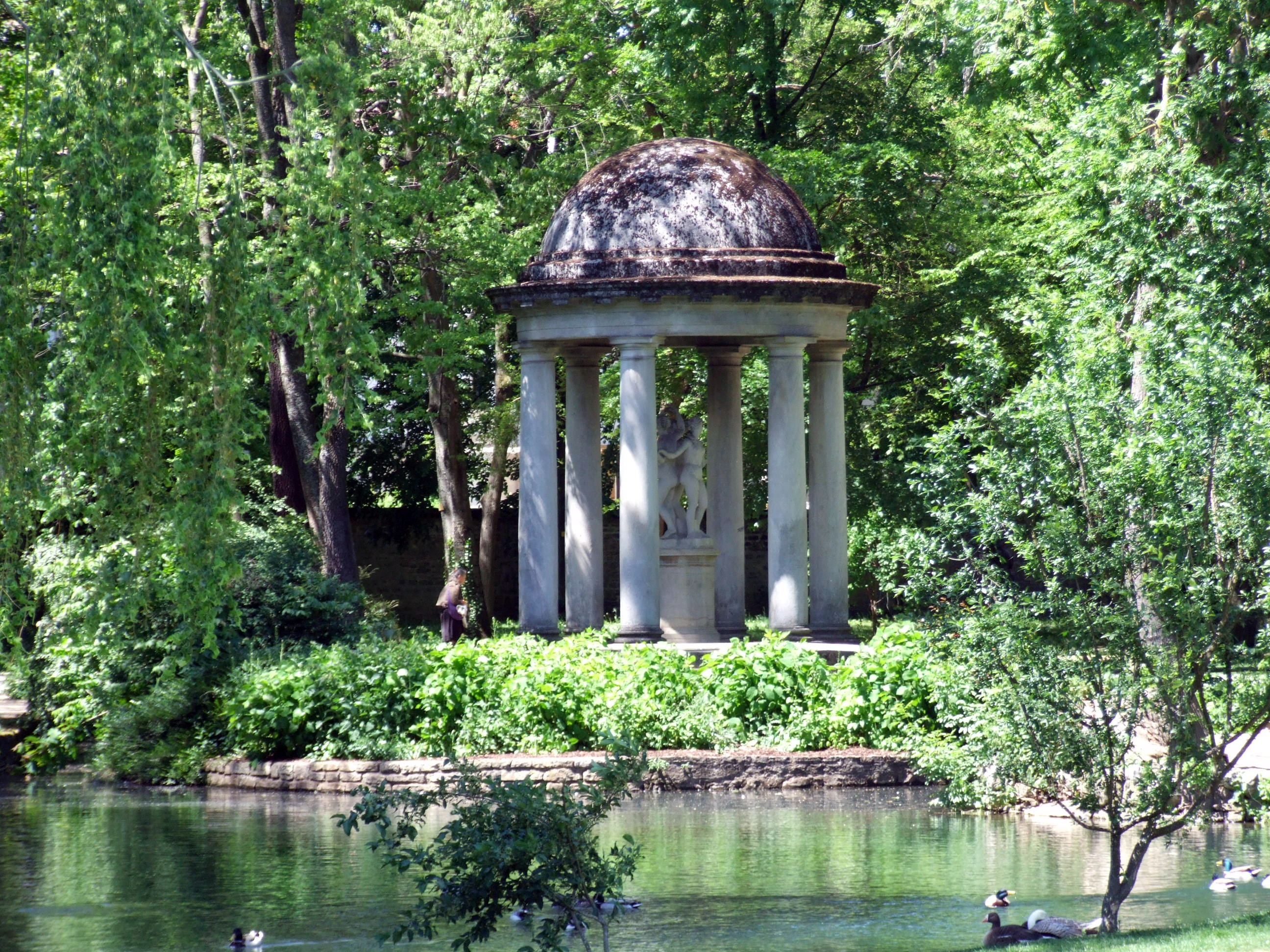
Альтанка „Храм Кохання”
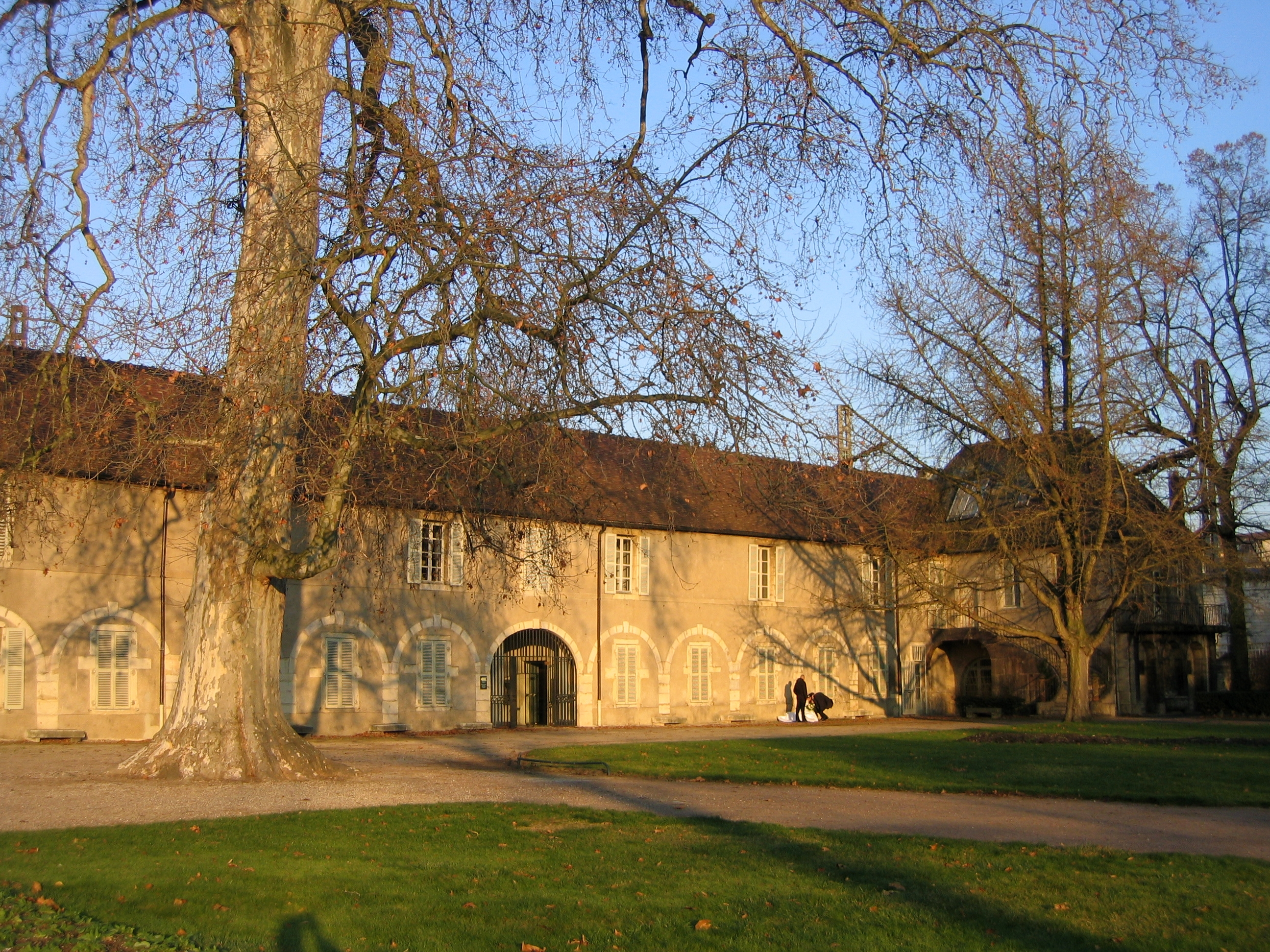
Природничий музей Діжона
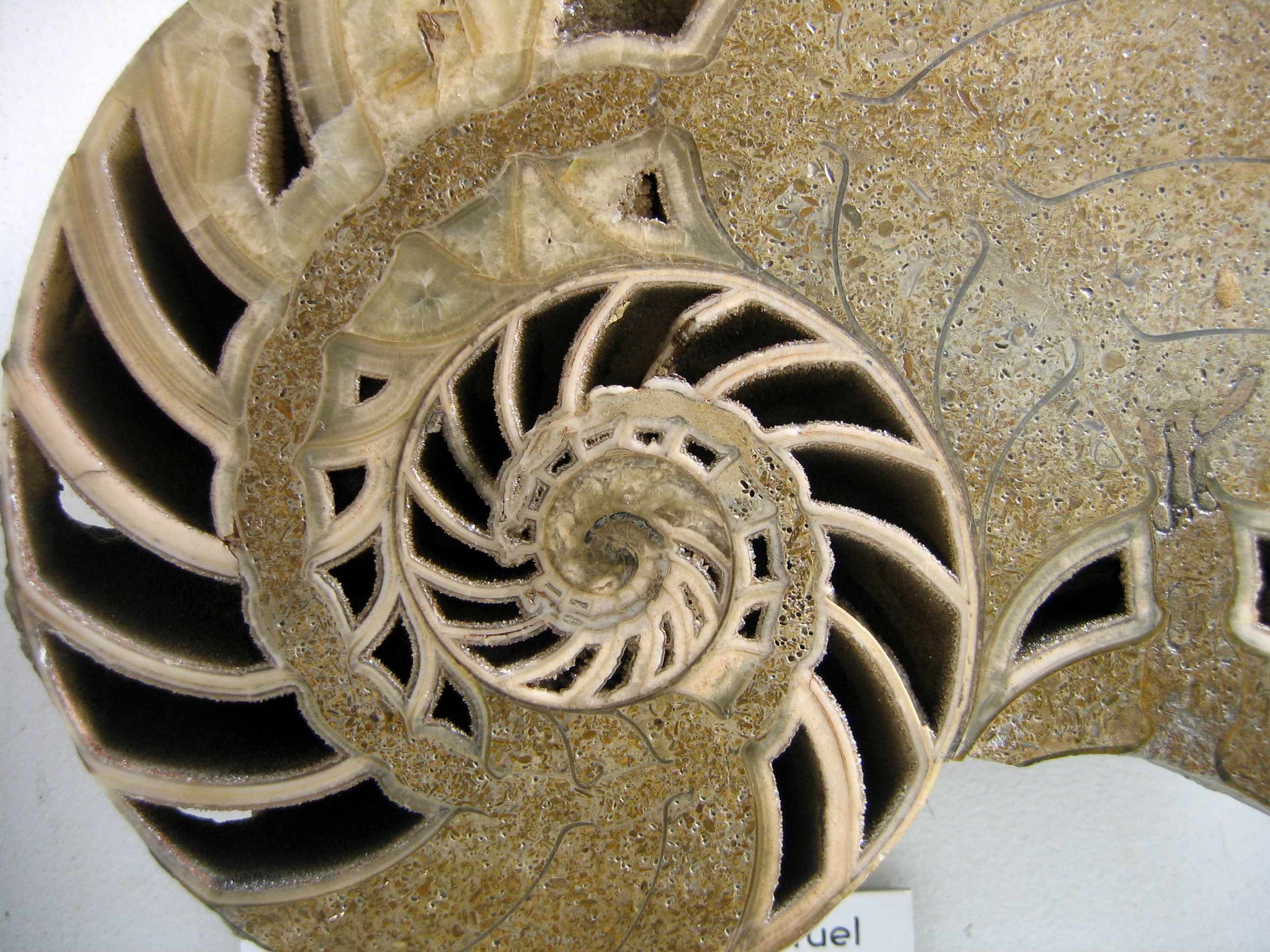
Амоніт із колекції Природничого музею.
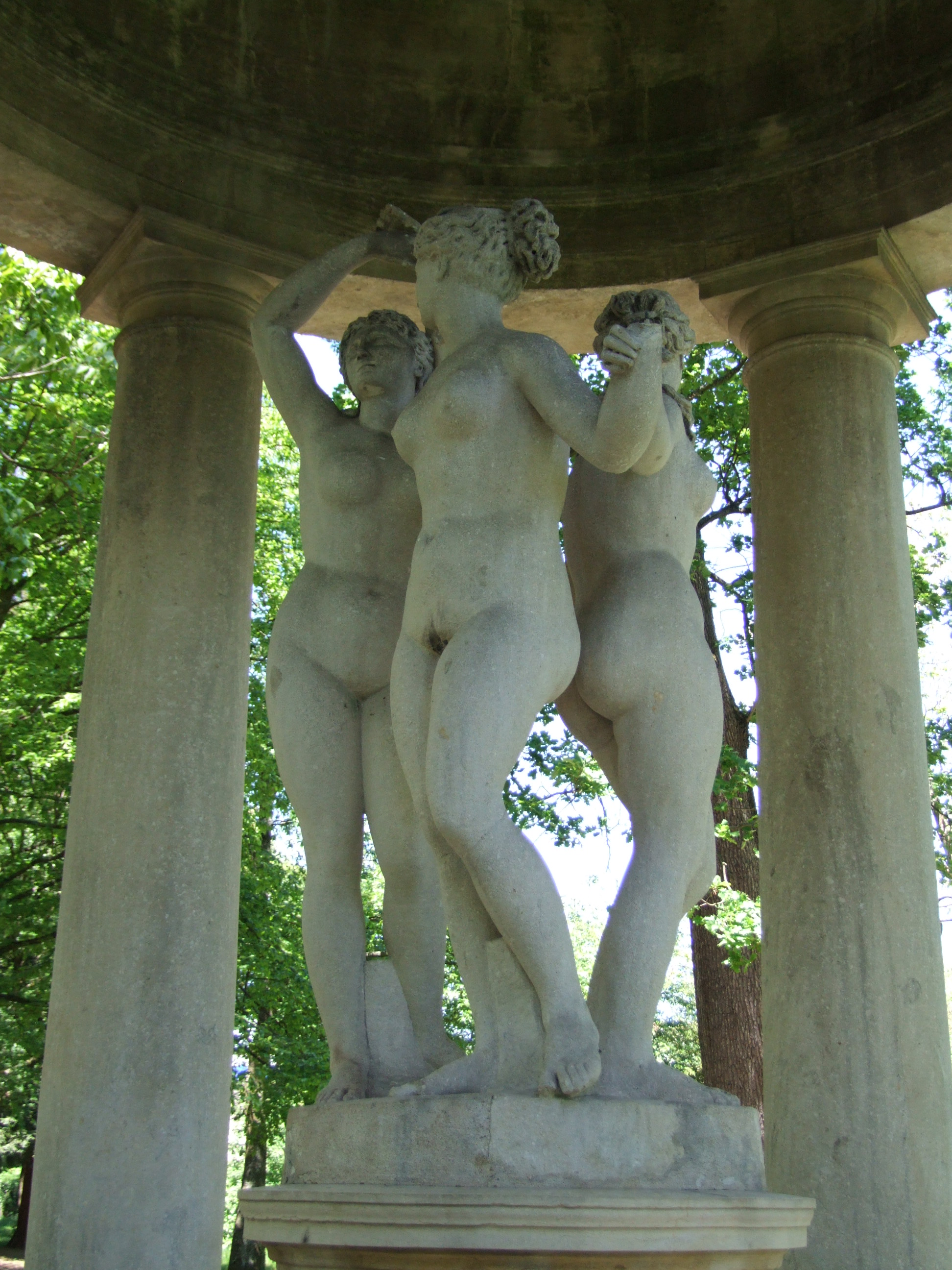
Храм кохання, скульптурна група